# Matt Doyle
Matthew Finnen Doyle, noto semplicemente come Matt Doyle (Larkspur, 13 maggio 1987) è un cantante e attore statunitense, noto soprattutto come interprete di musical a Broadway.

## Biografia
Doyle ha lavorato prevalentemente come attore di musical, apparendo nelle produzioni di Broadway di The Book of Mormon, Spring Awakening, Bye Bye Birdie e nel dramma War Horse. Ha recitato anche in altre musical, come Jasper in Deadland a Seattle e Grey Gardens a Sag Harbor con Betty Buckley e Rachele York. Nel 2011 è uscito il suo EP Daylight, seguito nel 2012 da Constant. Nel 2016 esce il suo album di debutto, Uncontrolled, ed interpreta Tony in West Side Story. Nel 2017 torna sulle scene newyorchesi per interpretare Anthony Hope in un revival dell'Off Broadway di Sweeney Todd. Nel 2020 torna a Broadway con il musical Company e per la sua interpretazione del ruolo di Jamie vince il Tony Award al miglior attore non protagonista in un musical.
Matt Doyle è apertamente gay e ha avuto una relazione con il ballerino Ryan Steele, conclusasi nel 2014. Dal 2019 è impegnato in una relazione con l'attore Max Clayton.

## Filmografia

### Cinema
- Once More with Feeling, regia di Jeff Lipsky (2009)
- Private Romeo, regia di Alan Brown (2011)

### Televisione
- Gossip Girl - serie TV, 8 episodi (2008-2011)
- The Code - serie TV, 1 episodio (2019)

## Teatrografia
- The Butcherhouse Chronicles di Michael Hidalgo, regia di Thomas Caruso. Public Theater dell'Off-Broadway (2006)
- Spring Awakening, libretto di Steven Sater, colonna sonora di Duncan Sheik, regia di Michael Greif. Eugene O'Neill Theatre di Broadway (2007), tour statunitense (2008)
- Picnic at Hanging Rock, libretto e colonna sonora di Daniel Zaitchik, regia di Joe Calarco. Eugene O'Neill Theater Center di Waterford (2009)
- Bye, Bye, Birdie, libretto di Michael Stewart, testi di Lee Adams, colonna sonora di Charles Strouse, regia di Robert Longbottom. Stephen Sondheim Theatre di Broadway (2009)
- War Horse di Nick Stafford, regia di Marianne Elliott e Tom Morris. Lincoln Center di Broadway (2011)
- Giant, libretto di Sybille Pearson, colonna sonora di Michael John LaChiusa, regia di Michael Greif. Potter Rose Performance Hall di Dallas (2012)
- The Book of Mormon, libretto e colonna sonora di Trey Parker, Robert Lopez e Matt Stone, regia di Casey Nicholaw and Trey Parker. Eugene O'Neill Theatre di Broadway (2012)
- Jasper in Deadline, libretto di Hunter Foster, colonna sonora di Ryan Scott Oliver, regia di Brandon Ivie. West End Theatre dell'Off-Broadway (2014), 5th Avenue Theatre di Seattle (2015)
- Brooklynite, colonna sonora di Peter Lerman, libretto e regia di Michael Mayer. Vineyard Theatre dell'Off-Broadway (2015)
- Grey Gardens, libretto di Doug Wright, testi di Michael Korie, colonna sonora di Scott Frankel, regia di Michael Wilson. Bay Street Theatre di Sag Harbor (2015)
- West Side Story, libretto di Arthur Laurents, testi di Stephen Sondheim, colonna sonora di Leonard Bernstein, regia di Mark Hoebee. Paper Mill Playhouse di Millburn (2016)
- Sweeney Todd: The Demon Barber of Fleet Street, libretto di Hugh Wheeler, colonna sonora di Stephen Sondheim, regia di Bill Buckhurst. Barrow Street Theatre dell'Off-Broadway (2017)
- Arancia meccanica da Anthony Burgess, regia di Alexandra Spencer-Jones. New World Stage dell'Off-Broadway (2017)
- The Heart of Rock & Roll di Jonathan Abrams, regia di Gordon Greenberg. Old Glove Theatre di San Diego (2018)
- Company, libretto di George Furth, colonna sonora di Stephen Sondheim, regia di Marianne Elliott. Bernard B. Jacobs Theatre di Broadway (2020)
- La piccole bottega degli orrori, libretto di Howard Ashman, colonna sonora di Alan Menken, regia di Michael Mayer. Westside Theatre dell'Off-Broadway (2022)
- Sinatra, The Musical, libretto di Joe DiPietro, colonna sonora di Frank Sinatra, regia di Kathleen Marshall. Birmingham Rep di Birmingham (2023)

## Riconoscimenti
- Tony Award
  - 2022 – Miglior attore non protagonista in un musical per Company
- Drama Desk Award
  - 2022 – Miglior attore non protagonista in un musical per Company
- Drama League Award
  - 2022 – Candidatura al miglior performance per Company
- Outer Critics Circle Award
  - 2022 – Miglior attore non protagonista in un musical per Company